# 궤도 (영화)
"궤도"(Life Track)은 2008년에 개봉한 영화이다.

## 캐스팅
- 최금호 : 철수 역
- 장소연 : 향숙 역